# Юлдашев, Абдулазиз Даминович
Абдулазиз Дами́нович Юлда́шев (15 сентября 1921 года — 15 сентября 1968 года) — участник Великой Отечественной войны, командир роты 229-го стрелкового полка 8-й стрелковой дивизии 13-й армии Центрального фронта, Герой Советского Союза.

## Биография
Родился 15 сентября 1921 года в кишлаке Ханабад, ныне город в Андижанской области Узбекистана, в крестьянской семье. Узбек. Брат — Абдукадыр.
Окончив 10 классов работал пионервожатым и учителем в школе.
В апреле 1939 года призван Ворошиловским РВК Андижанской области в ряды Красной Армии. В 1942 году окончил Харьковское военное пехотное училище. В боях Великой Отечественной войны с июня 1942 года. Воевал на Брянском, Центральном и 1-м Украинском фронтах. Член ВКП(б)/КПСС с 1943 года.
В летних наступательных боях 1943 года командир 6-й стрелковой роты 229-го стрелкового полка лейтенант А. Д. Юлдашев проявил себя смелым и отважным командиром. Особо отличился в сентябре 1943 года при форсировании рек Десна и Днепр.
Из наградного листа:

«В бою 11.9.43 г. форсировал р. Десна, с двумя бойцами пробрался в тыл врага и гранатой уничтожил двух немецких пулемётчиков со станковыми пулемётами, затем скрытно подполз сзади засевших снайперов — двух из них расстрелял в упор из автомата и одного захватил в плен.
В бою 29.9.43 т. Юлдашев со своей ротой отбил две контратаки немцев пытавшихся отрезать роту от батальона. В этом бою уничтожено им до 10 немцев».

Указом Президиума Верховного Совета СССР от 16 октября 1943 года за успешное форсирование реки Днепр севернее Киева, прочное закрепление плацдарма на западном берегу реки Днепр и проявленные при этом отвагу и геройство лейтенанту Юлдашеву Абдулле Даниловичу присвоено звание Героя Советского Союза с вручением ордена Ленина и медали «Золотая Звезда» (№ 4303).
В декабре 1943 — январе 1944 года принимал участие в Житомирско-Бердичевской операции. В бою под Житомиром, куда немецкое командование подбросило мощное подкрепление, старший лейтенант А. Д. Юлдашев был тяжело ранен и в марте 1944 года уволен из армии по ранению.
Жил в Андижане. Работал заместителем директора хлопкового завода. Умер 15 сентября 1968 года.

## Награды
- Медаль «Золотая Звезда» Героя Советского Союза (16.10.1943)[6][4];
- орден Ленина (16.10.1943);
- медаль «За отвагу» (1943);
- другие медали.

## Память
Имя Героя А. Д. Юлдашева присвоено:
- улице в Ханабаде, на родине Героя;
- улице и школе № 45 в Андижане.